# Intérieur sport
 (février 2014).
Si vous disposez d'ouvrages ou d'articles de référence ou si vous connaissez des sites web de qualité traitant du thème abordé ici, merci de compléter l'article en donnant les références utiles à sa vérifiabilité et en les liant à la section « Notes et références ».
Intérieur sport est un magazine sportif diffusé sur Canal+ à partir du 10 Octobre 2007, réalisant, de manière plus ou moins régulière, des reportages dans le quotidien des sportifs de haut niveau.
Depuis 2015, l'émission est aussi diffusée en Belgique et au Luxembourg sous le nom de Docs de sport sur les chaînes sportives de BeTV.
Présenté par Vincent Alix et Antoine Le Roy.
Sur BeTV, l'émission est présentée par Serge Radermacher.
Les émissions durent environ 1 heure.

## Émissions

### Saison 1
| No | Titre                            | Thème                                                               | Sport            |
| -- | -------------------------------- | ------------------------------------------------------------------- | ---------------- |
| 1  | Spirit of Boston                 | L'équipe NBA des Boston Celtics                                     | Basket-ball      |
| 2  | En plein éclat                   | Portrait de Anne-Sophie Mathis                                      | Boxe anglaise    |
| 3  | Romain Mesnil                    | Portrait de Romain Mesnil                                           | Saut à la perche |
| 4  | La descente en enfer             | Piste de ski Streif, à Kitzbühel                                    | Ski alpin        |
| 5  | Le Nouvel Empereur               | Portrait de Teddy Riner                                             | Judo             |
| 6  | La Tour de Côte d'Ivoire         | Tour ivoirien de la Paix                                            | Cyclisme         |
| 7  | Le Lion de Yaoundé               | Portrait de Vencelas Dabaya                                         | Haltérophilie    |
| 8  | Franchir l'hiver                 | Portrait de Ladji Doucouré                                          | Athlétisme       |
| 9  | Un Bulls Indomptable             | Portrait de Joakim Noah                                             | Basket-ball      |
| 10 | Lendemain de fête                | Parcours de l'Équipe de France féminine durant le mondial en France | Handball         |
| 11 | Pour quelques centièmes de moins | Portrait d'Alain Bernard                                            | Natation         |
| 12 | Terre de Passion                 | S.C. Bastia                                                         | Football         |

### Saison 2
| No | Titre                            | Thème                                                          | Sport              |
| -- | -------------------------------- | -------------------------------------------------------------- | ------------------ |
| 1  | Tombé du ciel                    | Portrait de Napolioni Nalaga                                   | Rugby à XV         |
| 2  | La Fureur de Vivre               | Portrait de Guy Novès, manager du Stade toulousain             | Rugby à XV         |
| 3  | Kantoku Superstar                | Portrait de Philippe Troussier, directeur sportif du FC Ryūkyū | Football           |
| 4  | LELOS, la force est dans l'unité | Portrait de l'Équipe de Géorgie de rugby à XV                  | Rugby à XV         |
| 5  | A star is Bolt                   | Portrait de Usain Bolt                                         | Athlétisme         |
| 6  | Pavé Saignant                    | Portrait des pavés du Paris-Roubaix                            | Cyclisme sur route |
| 7  | Au nom du père                   | Nicolas Batum                                                  | Basket-ball        |
| 8  | Le Rouge et le Noir              | Byron Kelleher                                                 | Rugby              |
| 9  | Le prétendant                    | Pierre Rolland                                                 | Cyclisme           |
| 10 | Un lion en cage                  | Portrait de Grégory Gaultier                                   | Squash             |
| 11 | Les Experts le doc               | Équipe de France de handball masculin                          | Handball           |
| 12 | Les Forçats de l'Ombre           | Bouhail, Caranobe                                              | Gymnastique        |
| 13 | The Kieler                       | Nikola Karabatic                                               | Handball           |
| 14 | Relance                          | Lance Armstrong                                                | Cyclisme           |
| 15 | A contre temps                   | Gilles Simon                                                   | Tennis             |
| 16 | Parcours azuré                   | Valérie Nicolas                                                | Handball           |
| 17 | L'envol de Jason                 | Jason Lamy-Chappuis                                            | Combiné nordique   |
| 18 | Dans les pas de Dieu             | Diego Maradona                                                 | Football           |
| 19 | Comme dans un film               | Manuel de Los Santos                                           | Handigolf          |
| 20 | La Mer en Héritage               | Yann Eliès sur le Vendée Globe                                 | Voile              |
| 21 | Shark for ever                   | Frédéric Michalak                                              | Rugby              |
| 22 | La griffe du lion                | Eric Gerets                                                    | Football           |
| 23 | Le mirage Famagouste             | Équipe de Chypre                                               | Football           |
| 24 | En Roue Libre                    | Portrait de Julien Absalon                                     | VTT cross-country  |
| 25 | Matricules NBA                   | Portrait de Nicolas Batum et Alexis Ajinça                     | Basket-ball        |
| 26 | Pur 100                          | Portrait d'Alain Bernard                                       | Natation           |
| 27 | Pour le pire et pour le meilleur | Portrait de Ladji Doucouré                                     | Athlétisme         |
| 28 | Sortie d'hiver                   | Portrait de Mahiedine Mekhissi                                 | Athlétisme         |
| 29 | Vert l'Europe                    | AS Saint-Étienne                                               | Football           |
| 30 | Au Nom du Togo                   | Portrait de Benjamin Boukpeti                                  | Kayak              |

### Saison 3
| No | Titre                             | Thème                                 | Sport                 |
| -- | --------------------------------- | ------------------------------------- | --------------------- |
| 1  | Retour aux sources                | Nikola Karabatic                      | Handball              |
| 2  | Un cœur en Isère                  | Bourgoin                              | Rugby                 |
| 3  | Tous au stade                     | Montpellier                           | Omnisports            |
| 4  | Peau Neuve                        | Bousquet                              | Natation              |
| 5  | Sans limite ni frontière          | Bouabdellah Tahri                     | Athlétisme            |
| 6  | De ses propres Ailes              | Coline Mattel                         | Saut à ski            |
| 7  | A toute vitesse !                 | Équipe de France féminine             | Ski alpin             |
| 8  | Invincibles                       | Équipe de France de handball masculin | Handball              |
| 9  | Volte-Face                        | Lizeroux, Grange                      | Ski alpin             |
| 10 | The Dark Destroyer                | Thierry Dusautoir                     | Rugby                 |
| 11 | Bob Runner, sur la piste rouge    | Bouabdellah Tahri                     | Athlétisme            |
| 12 | A pas de Géant                    | Benjamin Fall                         | Rugby                 |
| 13 | La Diagonale des Fous             | Grand Raid de la Réunion              | Trail (course à pied) |
| 14 | "Babel World 2, la porte s'ouvre" | Algérie                               | Football              |
| 15 | Bab-el-world                      | Algérie                               | Football              |
| 16 | Ancrage en Ligue 1                | Boulogne                              | Football              |
| 17 | Retour sur scène 2                | Équipe de France de Basket-ball       | Basket-ball           |
| 18 | Dans la tanière des fauves        | Équipe du Gabon de football           | Football              |
| 19 | LeBron James                      | Portrait de LeBron James              | Basket-ball           |
| 20 | Retour sur scène                  | Équipe de France de basket-ball       | Basket-ball           |
| 21 | Parce que Toulon...               | Rugby club toulonnais                 | Rugby à XV            |

### Saison 4
| No | Titre                          | Thème                                                          | Sport             |
| -- | ------------------------------ | -------------------------------------------------------------- | ----------------- |
| 1  | Signé Loeb                     | Portrait de Sébastien Loeb                                     | Rallye            |
| 2  | Jeu de hazard                  | Portrait de Eden Hazard                                        | Football          |
| 3  | Dans le grand bain             | Equipe de France de basket-ball Masculin                       | Basket            |
| 4  | Repris de Volley               | Équipe de France de Volley-ball                                | Volley            |
| 5  | Les 4 mousquetaires            | Gaël Monfils, Jo-Wilfied Tsonga, Richard Gasquet, Gilles Simon | Tennis            |
| 6  | Le Déca Maitre                 | Portrait de Romain Barras                                      | Décathlon         |
| 7  | Mahut/Isner, le match sans fin | Match Isner - Mahut lors du tournoi de Wimbledon 2010          | Tennis            |
| 8  | Thierry Omeyer                 | Portrait de Thierry Omeyer                                     | Handball          |
| 9  | Ligne de vie                   | Portrait de Fabien Lemoine                                     | Football          |
| 10 | Frère d'arme                   | Portrait de Martin Fourcade et Simon Fourcade                  | Biathlon          |
| 11 | Un temps d'avance              | Mickaël Landreau                                               | Football          |
| 12 | Le chant des Lames             | Short Track                                                    | Short Track       |
| 13 | Empereur des Arènes            | Portrait de Yékini                                             | Lutte sénégalaise |
| 14 | Freestylers                    | Portrait de Kevin Rolland et Xavier Bertoni                    | Ski Freestyle     |
| 15 | Chefs 4 étoiles                | Équipe de France de handball masculin (Euro 2010)              | Handball          |
| 16 | Tout là-haut                   | Portrait de Renaud Lavillenie                                  | Athlétisme        |
| 17 | Seven                          | Rugby à sept                                                   | Rugby à sept      |
| 18 | Més que futbol                 | Portrait du club omnisports le FC Barcelone                    | Omnisports        |
| 19 | Le Rugissement du LOU          | L.O.U.                                                         | Rugby à XV        |
| 20 | Huet démasqué                  | Portrait de Cristobal Huet                                     | Hockey sur glace  |
| 21 | PRO A - La Campagne            | Chorale Roanne Basket                                          | Basket-ball       |
| 22 | Djoko Land                     | Portrait de Novak Djokovic                                     | Tennis            |

### Saison 5
| No | Titre                                          | Thème                                             | Sport            |
| -- | ---------------------------------------------- | ------------------------------------------------- | ---------------- |
| 1  | Lucie Décosse                                  | Portrait de Lucie Décosse                         | Judo             |
| 2  | Cœur de diamant                                | Portrait de Ronny Turiaf                          | Basket-ball      |
| 3  | Seul au monde                                  | Portrait de Kílian Jornet                         | Course à pied    |
| 4  | Djibril Cissé - Incassable                     | Portrait de Djibril Cissé                         | Football         |
| 5  | Racers                                         | Racing 92                                         | Voile            |
| 6  | Le polo en héritage                            | Water-polo                                        | Water-polo       |
| 7  | Basket Landes : peur de rien                   | Portrait de l'équipe Basket Landes                | Basket-ball      |
| 8  | Djibril Cissé - Incassable (version longue 1h) | Portrait de Djibril Cissé                         | Football         |
| 9  | La dernière carte                              | Golf                                              | Golf             |
| 10 | Tessa Worley - Fée d'hiver                     | Portrait de Tessa Worley                          | Ski alpin        |
| 11 | Red Star FC 93 - L'étoile du Nord              | Red Star                                          | Football         |
| 12 | Reprise en mains                               | Portrait de Youna Dufournet                       | Gymnastique      |
| 13 | Mauvaise étoile                                | Équipe de France de handball masculin (Euro 2012) | Handball         |
| 14 | Laporte, une place au soleil                   | Portrait de Bernard Laporte                       | Rugby à XV       |
| 15 | Renaissance                                    | Portrait de Paul-Henri Mathieu                    | Tennis           |
| 16 | Cross(e) over India                            | Équipe de France de hockey sur gazon              | Hockey sur gazon |
| 17 | Sortie de piste                                | Portrait de Grégory Baugé                         | Cyclisme         |
| 18 | Sempre VIvu, Toujours vivant                   | S.C. Bastia                                       | Football         |
| 19 | Under Control                                  | Portrait de Tony Parker                           | Basket-ball      |

### Saison 6
| No | Titre                            | Thème                                                              | Sport                |
| -- | -------------------------------- | ------------------------------------------------------------------ | -------------------- |
| 1  | Dernière Round                   | Portrait de Philippe Lucas et Amaury Leveaux                       | Natation             |
| 2  | Ocean's Eleven                   | Groupama Sailing Team et l'étape de Lorient de la Volvo Ocean Race | Voile                |
| 3  | L'Enfer du Norse                 | Portrait du Norseman triathlon                                     | Ironman              |
| 4  | L'autre Paris                    | Portrait du club Paris Saint-Germain Handball                      | Handball             |
| 5  | Serveur d'élite                  | Portrait d'Albano Olivetti                                         | Tennis               |
| 6  | Le patient Anglais               | Portrait de Yohan Cabaye                                           | Football             |
| 7  | De Londres à la lumière          | Portrait de Céline Dumerc                                          | Basket-ball          |
| 8  | Montpellier : lendemains de fête | Portrait du club Montpellier HSC                                   | Football             |
| 9  | Sir Wilkinson                    | Portrait sur Jonny Wilkinson                                       | Rugby à XV           |
| 10 | L’Âme de Fond                    | Portrait de Yoann Gourcuff                                         | Football             |
| 11 | Au cœur du Rink                  | Portrait du club de HC Dinan-Quévert                               | Rink-Hockey          |
| 12 | Au bonheur des Dan               | Équipe de France Féminine de Karaté.                               | Karaté               |
| 13 | Le Guerrier des Steppes          | Portrait de Khashbaataryn Tsagaanbaatar                            | Judo                 |
| 14 | Le vent se lève                  | Portrait de Antoine Albeau, Paul Larsen et Alex Caizergues         | Planche à voile      |
| 15 | Drôles de Dames                  | Portrait du club Racing Club de Cannes                             | Volley-ball          |
| 16 | Le Palet des Glaces              | Canadiens de Montréal                                              | Hockey               |
| 17 | Le chemin de croix               | Portrait de Djibril Camara                                         | Rugby                |
| 18 | Very bad trip                    | Portrait d'une académie indonésienne de badminton.                 | Badminton            |
| 19 | Verticale Limite                 | Qualification pour le Red Bull Cliff Diving                        | Plongeon de haut vol |
| 20 | Force Basque                     | Portrait d'Imanol Harinordoquy                                     | Rugby à XV           |
| 21 | L'éclaireur                      | Portrait de Léo Westermann                                         | Basket-ball          |
| 22 | Le Cercle Sacré                  | CSP Limoges                                                        | Basket-ball          |
| 23 | Terre et Père                    | Portrait de Henrikh Mkhitaryan                                     | Football             |
| 24 | New Worker                       | Portrait de Juninho                                                | Football             |
| 25 | Mistral Gagnant                  | Portrait de Jules Bianchi                                          | Pilote automobile    |
| 26 | Les Givrés                       | Équipe de France de hockey sur glace 2013                          | Hockey sur Glace     |
| 27 | Cadre Sup                        | Portrait de Thibaut Pinot                                          | Cyclisme             |
| 28 | Bête de course                   | Portrait de Christophe Lemaitre                                    | Athlétisme           |

### Saison 7
| No | Titre                  | Thème                                                                    | Sport            |
| -- | ---------------------- | ------------------------------------------------------------------------ | ---------------- |
| 1  | 100 Neuf               | Portrait de Jimmy Vicaut                                                 | Athlétisme       |
| 2  | À la table des Maîtres | Portrait de Simon Gauzy                                                  | Tennis de table  |
| 3  | Le Revenant            | Portrait de Teddy Tamgho                                                 | Triple saut      |
| 4  | Argent pas content     | Parcours de l'Équipe de France de basket-ball féminin durant l'Euro 2013 | Basket-ball      |
| 5  | Les yeux rouges        | Parcours de l'AS Monaco à la Ligue des champions 2003-2004               | Football         |
| 6  | Le Yach                | Portrait de Dimitri Yachvili                                             | Rugby à XV       |
| 7  | Délivrance             | Parcours de l'Équipe de France de basket-ball à l'Euro 2013              | Basket-ball      |
| 8  | L'incontournable       | Portrait de Paul Pogba                                                   | Football         |
| 9  | La main verte          | Jeunesse sportive des Fontenelles de Nanterre                            | Basket-ball      |
| 10 | La cicatrice           | Retour sur le match France-Bulgarie du 17 novembre 1993                  | Football         |
| 11 | En 8 Majeur            | Équipe de France de Huit de pointe avec barreur                          | Aviron           |
| 12 | Soccer City            | Aurélien Collin                                                          | Football         |
| 13 | Bosseur                | Portrait de Guilbaut Colas                                               | Ski acrobatique  |
| 14 | Globe-trotter          | Portrait d'Alexis Pinturault                                             | Ski alpin        |
| 15 | Répétition Générale    | Portrait de Jason Lamy-Chappuis                                          | Combiné nordique |
| 16 | BOBer LINE             | Portrait de l'Équipe de France de Bobsleigh                              | Bobsleigh        |
| 17 | Indestructibles        | Parcours de l'Équipe de France de handball masculin à l'Euro 2014        | Handball         |
| 18 | Les choix de Rory      | Portait de Rory Kockott                                                  | Rugby à XV       |
| 19 | Retour de Lame         | Portrait d'Ivan Trevejo                                                  | Escrime          |
| 20 | Le Trou du Diable      | Portrait de Nicolas Colsaerts                                            | Golf             |
| 21 | Kosovo Newborn         | Portrait de l'Équipe de Kosovo de Football masculin                      | Football         |
| 22 | Dangerouss'            | Portait d'Antoine Roussel                                                | Hockey sur Glace |
| 23 | Normal One             | Portrait d'Eden Hazard                                                   | Football         |
| 24 | Tour d'Honneur         | Portrait de Sébastien Chabal                                             | Rugby à XV       |
| 25 | Vertigo                | Portrait de Loïc Collomb-Patton                                          | Freeride         |
| 26 | Le Ski dans la Peau    | Portrait de Laetitia Roux                                                | Ski alpinisme    |
| 27 | Servi Frappé           | Portrait de Benoît Paire                                                 | Tennis           |
| 28 | Les Rescapés           | La Barkley                                                               | Trail            |

### Saison 8
| No | Titre                 | Thème                                                         | Sport              |
| -- | --------------------- | ------------------------------------------------------------- | ------------------ |
| 1  | Cabossée              | Portrait de Julie Bresset                                     | VTT                |
| 2  | IMPREVISIBLE          | L'épopée des Bleus au Mondial de basket                       | Basket-ball        |
| 3  | SuperSonic            | Portrait de François Pervis                                   | Cyclisme sur piste |
| 4  | Centaure              | Portrait de Kevin Staut                                       | Saut d'obstacles   |
| 5  | Forte tête            | Portrait de Timothé Bozon                                     | Hockey sur glace   |
| 6  | L'appel du large      | Portrait de José Anigo                                        | Football           |
| 7  | Lointain horizon      | Wallis-et-Futuna : les nouvelles perles du rugby tricolore    | Rugby              |
| 8  | Rêvons plus grandes   | Portrait de l'équipe de foot féminin du PSG                   | Football           |
| 9  | La Petite Reine       | Portrait de Pauline Ferrand-Prévot                            | VTT                |
| 10 | 3e Round              | Portrait de Alexis Vastine                                    | Boxe               |
| 11 | Fast & Serious        | Portrait de Sébastien Ogier                                   | Rallye automobile  |
| 12 | Coqs en stock         | Portrait du Pôle France de Rugby                              | Rugby              |
| 13 | L'aventure intérieure | Portrait de l'équipe de France de beach-volley                | Beach-volley       |
| 14 | Forza Speed           | Portrait de Simone Origone, le skieur le plus rapide du monde | Ski                |
| 15 | Passage de témoin     | Portrait du relais français                                   | Athlétisme         |
| 16 | Eau libre             | Portrait d'Axel Reymond                                       | Nage en eau libre  |

### Saison 9
| No | Titre                | Thème                                                            | Sport         |
| -- | -------------------- | ---------------------------------------------------------------- | ------------- |
| 1  | Compte à rebours     | Préparation de l'euro de Basket 2015                             | Basket-ball   |
| 2  | Inachevé             | Le parcours des Bleus à l'euro de Basket 2015                    | Basket-ball   |
| 3  | Exilés               | Portrait de L'Ötillö, le Swim and Run de l'extrême               | Swimrun       |
| 4  | Out of Africa        | Rugby à 7: tournoi de qualification olympique de la zone Afrique | Rugby à 7     |
| 5  | Les héritiers        | En immersion au sein du Stade Toulousain                         | Rugby         |
| 6  | A bout de bras       | Portrait de la Cesta Punta                                       | Pelote basque |
| 7  | Sprinter à réactions | Portrait de Nacer Bouhanni                                       | Cyclisme      |
| 8  | Titans d'Iran        | Portrait de la lutte en Iran                                     | Lutte         |
| 9  | L'Union sacrée       | Voile olympique Nacra 17                                         | Voile         |
| 10 | Bande de filles      | Portrait de l'équipe de France féminine de Judo                  | Judo          |
| 11 | À pied d'œuvre       | Portrait de Vincent Luis                                         | Triathlon     |
| 12 | Un jour dans une vie | Qualification de l'équipe de France de water-polo aux JO         | Water-polo    |
| 13 | Earvin               | Portrait d'Earvin Ngapeth                                        | Volley-Ball   |
| 14 | 10 carats            | Portrait de Kevin Mayer                                          | Décathlon     |

### Saison 10
| No | Titre              | Thème                                                                | Sport                        |
| -- | ------------------ | -------------------------------------------------------------------- | ---------------------------- |
| 1  | Les Bleus de Rio   | Parcours des athlètes français aux JO de Rio                         | Sports olympiques            |
| 2  | Globe addict       | Préparation du Vendée Globe d'Armel Le Cléac'h                       | Voile                        |
| 3  | L'un pour l'autre  | Portrait d'Astier Nicolas                                            | Equitation                   |
| 4  | Crossroads         | Sur les pas de Jean-Frédéric Chapuis                                 | Skicross                     |
| 5  | Palet impérial     | Les tribulations de Damien Fleury en Chine                           | Hockey sur glace             |
| 6  | Tour de force      | Portrait d'Alexis Contin                                             | Patinage de vitesse / Roller |
| 7  | L'envol            | Portrait de Romain Langasque                                         | Golf                         |
| 8  | La chica del Rio   | Portrait d'Aurélie Muller                                            | Nage en eau libre            |
| 9  | Du bout des doigts | Portrait de Adam Ondra                                               | Escalade                     |
| 10 | Étoile fuyante     | Portrait de Camille Serme                                            | Squash                       |
| 11 | À huis clos        | Préparation de Tony Yoka aux États-Unis avant son premier combat pro | Boxe                         |
| 12 | Les Trois Coups    | Coulisses du premier combat chez les pros de Tony Yoka               | Boxe                         |

### Saison 11
| No | Titre                 | Thème                                                               | Sport                  |
| -- | --------------------- | ------------------------------------------------------------------- | ---------------------- |
| 1  | Debout                | Rééducation de Samir Aït Saïd après sa double fracture tibia-péroné | Gymnastique artistique |
| 2  | El Bomboro            | Portrait de André-Pierre Gignac sur son expatriation au Mexique     | Football               |
| 3  | La déferlante         | Portrait de Johanne Defay                                           | Surf                   |
| 4  | La Porte bonheur      | Victoire olympique de Jean-Luc Crétier à Nagano en 1998             | Ski alpin              |
| 5  | Coup de sifflet final | Portrait de Tony Chapron                                            | Football               |
| 6  | Kylian                | Portrait de Kylian Mbappé                                           | Football               |
| 7  | Aube nouvelle         | Reconstruction du S.C. Bastia                                       | Football               |

### Saison 12
| No | Titre               | Thème                                                      | Sport    |
| -- | ------------------- | ---------------------------------------------------------- | -------- |
| 1  | Entre terre et ciel | Portrait de François D'Haene lors de la Diagonale des fous | Trail    |
| 2  | Mister Vieira       | Portrait de Patrick Vieira, manageur de l'OGC Nice         | Football |
| 3  | Crescendo           | Portrait de Johann Zarco                                   | MotoGP   |
| 4  | Presque parfait     | Portrait de Jean Van de Velde à l'Open britannique en 1999 | Golf     |

### Saison 13
| No | Titre             | Thème                                                         | Sport           |
| -- | ----------------- | ------------------------------------------------------------- | --------------- |
| 1  | Le chantier naval | Portrait de l'équipe de France de deux de couple poids légers | Aviron          |
| 2  | A corps perdu     | Portrait de Kevin Mayer                                       | Décathlon       |
| 3  | Mer et fille      | Portrait de Charline Picon                                    | Planche à voile |
| 4  | Dos au mur        | Portrait de Justine Dupont                                    | Surf            |
| 5  | Retour express    | Portrait de François Trinh-Duc                                | Rugby à XV      |